# 张定宇 (医学家)
张定宇（1963年12月23日—），男，汉族，河南确山人，生于湖北武汉，中国医务工作者，“人民英雄”国家荣誉称号获得者。1986年7月参加工作，曾先后担任武汉市普爱医院副院长、武汉血液中心主任、武汉市金银潭医院院长等职务。现任湖北省卫生健康委员会副主任、党组成员。

## 生平
1963年12月，张定宇出生于湖北省武汉市汉正街，他父亲来自于河南确山县韩庄（现属于驿城区香山街道），早年因家乡饥荒而逃难到了汉口生活。
张定宇毕业于华中科技大学同济医学院，拥有在职研究生及临床医学博士学位。1986年7月，以普通医生身份参加工作。1997年11月，他响应国家号召，随中国医疗队赴阿尔及利亚进行援助。2003年6月加入中国共产党，后担任武汉市普爱医院（现武汉市第四医院）副院长。2007年初，入围2006年度武汉市“十百千人才工程”人选名单。2008年5月14日，率领湖北医疗队第三分队前往汶川地震灾区什邡市抢救伤员。
2010年8月，张定宇通过考核加入无国界医生组织，成为该组织第二位来自中国大陆、首位来自湖北省的医疗志愿者；同年12月，赴巴基斯坦蒂默加拉医院开展为期三个月的工作。2012年，担任武汉血液中心主任。2013年12月起，担任武汉市金银潭医院院长。
2018年10月确诊渐冻症患者，但因工作原因，单位除了党委书记以外的的员工并不知晓内情。2019年12月，武汉部分医院机构陆续出现不明原因肺炎病人，引起张定宇的高度警惕。12月29日，来自华南海鲜市场的首批7名不明原因肺炎患者转入武汉市金银潭医院接受治疗。他带领金银潭医院医护人员率先采集了这7名病人的支气管肺泡灌洗液，送至中科院武汉病毒研究所进行检测。2020年1月武汉封城以后，金银潭医院成为媒体焦点，援鄂医疗队进入金银潭医院。张定宇担心身为院长却无法接待支援人员有失礼节，遂向媒体告知了相关情况。
由于张定宇在抗击新冠肺炎疫情作出重大贡献，2020年1月底至2月初，中共湖北省委、武汉市委分别授予其“全省优秀共产党员”、“全市优秀共产党员”称号，武汉市人力资源和社会保障局、湖北省人力资源和社会保障厅、湖北省卫生健康委员会为其给予记功奖励。
2020年4月，湖北省委组织部对外公示擬破格提拔4名在新冠肺炎疫情期间有特殊貢獻的人員。根据公示信息，張定宇拟任湖北省衛生健康委員會副主任。4月底，根据湖北省卫健委网站显示，张定宇已任湖北省卫生健康委员会副主任、党组成员。2020年8月11日，国家主席习近平签署第53号主席令，授予钟南山“共和国勋章”，授予张伯礼、张定宇、陈薇“人民英雄”国家荣誉称号。
2020年10月上映的抗疫電視劇《在一起》第一部分《生命的拐點》中的江漢醫院老院長張漢青（张嘉益饰演）和2021年7月上映的抗疫电影《中国医生》中的院长张竞宇（张涵予饰演）即以其為原型。2021年2月，张定宇获得“感动中国2020年度人物”荣誉。
2022年9月9日，张定宇表示，决定捐赠自己的遗体用于渐冻症研究。

## 个人生活
已婚，育有一女。他的妻子程琳是武汉市第四医院的一名医务工作者，于2020年1月13日亦被感染新型冠状病毒，于1月29日出院，2月18日捐献血浆。
张定宇在2017年发现自己的双腿出现问题，经过一系列检查后，于2018年10月被确诊为渐冻症患者，直至新冠肺炎疫情期间才公开病情。对此，他表示：“我在行走过程当中有明显的跛形，同时有时候就不能亲自下去接送一些大的专家，我感觉到这很不礼貌，这个时候我觉得有必要还是告诉大家我到底是怎么一回事。”